# Förordnande
Ett förordnande är ett beslut av myndighet att tillsätta en tjänsteman till offentligt ämbete, men även andra behöriga personer kan tillsättas. Ett förordnande betyder att personen under en viss tid sköter ett uppdrag. Ett förordnande kan till exempel ges till en advokat eller annan jurist så att den personen kan agera offentlig försvarare, målsägandebiträde, god man eller förvaltare m.m. 
I vissa fall kan man säga att någon tillförordnas, vilket istället betyder att en person utnämns att ta över ansvaret tillfälligt.  Detta kan ske om till exempel en person hastigt lämnar sin post, eller långvarigt är planerat frånvarande, och det tar tid innan en ny person kan tillträda posten, till exempel att kalla till ett årsmöte. 